# Implenia
Implenia AG mit Sitz in Glattpark (Opfikon) im Kanton Zürich ist ein Schweizer Immobilien- und Baudienstleistungsunternehmen mit Aktivitäten in der Entwicklung sowie im Hoch- und Tiefbau in der Schweiz und in Deutschland. In Österreich, Frankreich, Schweden, Norwegen und Italien ist Implenia zudem im Tunnelbau und damit verbundenen Infrastrukturbauten tätig. Die Gruppe entstand Anfang 2006 aus der Fusion der Batigroup Holding AG mit Sitz in Basel mit der Zschokke Holding SA mit Sitz in Genf. Implenia gehört zu den 500 grössten Unternehmen in der Schweiz.

## Geschichte

### Entstehung
Implenia entstand aus einer Reihe von Fusionen regionaler Bauunternehmen, letztlich jedoch aus der Fusion der Batigroup und der Zschokke Holding 2006.
Mitte 1997 fusionierten die Preiswerk Holding AG, die Schweizerische Strassenbau- und Tiefbau-Unternehmung AG (Stuag) / Stuag Holding AG und die Schmalz AG Bauunternehmung / Schmalz Holding AG zur Batigroup Holding mit Sitz in Basel. Kernkompetenzen der Batigroup umfassten insbesondere die klassischen Bautätigkeiten, darunter Strassenbau, Gussasphalt, Tiefbau, Tunnelbau und Hochbau.
Grundlage der Zschokke Holding bildete die 1872 in Aarau durch Conrad Zschokke (1842–1918) gegründete Bauunternehmung Castor, Hersent et Zschokke, die 1909 zur Aktiengesellschaft Conrad Zschokke überführt wurde. Durch Zukäufe und Fusionen wurden 1982 unter anderem die Aktiengesellschaft Heinr. Hatt-Haller und 1997 die Locher & Cie AG Teile der Zschokke Holding, deren Hauptsitz zuletzt in Genf war. Zschokke eignete sich dabei neben dem Hochbau insbesondere die Generalplanung, Generalunternehmung und Immobilienbewirtschaftung an.
Aufgrund der weitgehend komplementären Geschäftsfelder fusionierten Zschokke und Batigroup 2005 bis 2006 zu Implenia. Die als Platzhaltergesellschaft für das künftige Unternehmen gegründete ZB Didumos AG wurde im Zuge dessen 2005 in Implenia AG umbenannt. Sitz des neuen Unternehmens wurde Zürich.

### Implenia AG
Die Aktien von Zschokke und Batigroup wurden am 3. März 2006 nach Handelsschluss an der SIX Swiss Exchange dekotiert. Vollzogen wurde die Fusion durch Aktientausch gegen die neuen Implenia-Aktien, wobei das Wertverhältnis mit 65 (Zschokke) zu 35 (Batigroup) festgesetzt wurde. Erster Handelstag der Implenia-Aktien an der Schweizer Börse war der 6. März 2006.
2010 hatte Implenia die norwegische Betonmast Anlegg übernommen, einen Infrastrukturspezialisten in Norwegen. Seit März 2015 ist auch die deutsche Bilfinger Construction (inzwischen umbenannt in Implenia Construction) mit Aktivitäten in Deutschland, Österreich und Schweden Teil der Gruppe. 2016 erfolgte die Akquisition von Bilfinger Hochbau.
Am 27. Oktober 2020 kündigte Implenia eine beschleunigte Umstrukturierung ab 2021 an, was einen Bruch mit der jahrelang forcierten Internationalisierung des Baukonzerns darstellt, die man für beendet erklärt. Der Börsenwert halbierte sich in den letzten zwei Jahren, im Wesentlichen aufgrund von früheren Projektakquisitionen und Zukäufen (wie z. B. in Schweden zwischen 2015 und 2017). Das Unternehmen zog sich aus unrentablen Geschäftsfeldern in einigen Märkten (Schweden, Norwegen und Rumänien) zurück und konzentriert sich seither grösstenteils auf die Schweiz und Deutschland. Hier ist Implenia als Immobilienentwickler und -manager tätig sowie im Hochbau, im Tiefbau und mit Spezialgeschäften wie Holzbau und Fassadentechnik. Im restlichen europäischen Ausland konzentriert man sich weitgehend auf den Tunnelbau, wie in Österreich, Schweden, Norwegen, Frankreich und Italien. Im Zuge dieser beschleunigten Umstrukturierung kündigte Implenia an, dass bis 2023 rund 750 Personen entlassen und 2000 Vollzeitstellen abgebaut werden sollen. Diese Transformation wurde vorzeitig abgeschlossen.
Im Mai 2021 vollzog Implenia die Übernahme der BAM Swiss AG, einem Baudienstleister im Gesundheitswesen in der Schweiz mit Hauptsitz in Basel. Mit dieser Akquisition übernahm Implenia die aktuellen Projekte der BAM Swiss AG wie die Planung und Realisierung des Kantonsspitals Aarau, das BSSE in Basel – ein modernes Labor- und Forschungsgebäude für Biosystemwissenschaften und Engineering, sowie das Projekt Felix-Platter-Spital in Basel und ein Studentenwohnheim der ETH in Zürich.
Im Mai 2023 hat Implenia den führenden Schweizer Immobilien-Dienstleister Wincasa übernommen.

## Unternehmensstruktur
Chief Executive Officer (CEO) von Implenia ist Jens Vollmar. Außerdem in der Geschäftsführung sind Stefan Baumgärtner (CFO), Adrian Wyss (Head Division Buildings), Erwin Scherer (Head Division Civil Engineering), Anita Eckardt (Head Division Service Solutions), Claudia Bidwell (Chief Human Resources Officer) und German Grüniger (General Counsel). Hans-Ulrich Meister ist Präsident des Verwaltungsrates. Das Unternehmen erwirtschaftete im Jahr 2024 einen Umsatz von 3,56 Mrd. CHF und beschäftigte über 9000 Mitarbeiter. Hauptsitz des Unternehmens ist Opfikon (Schweiz).

## Geschäftsbereiche
Die Geschäftsbereiche der Implenia AG gliedern sich in die drei Divisionen: Buildings, Civil Engineering und Service Solutions.

### Buildings
In der Division Buildings fasst Implenia ihre Leistungen in Beratung, Planung, Konzeption, Ausführung und Projektmanagement von Neubauten sowie der Modernisierung bestehender Liegenschaften in der Schweiz und Deutschland zusammen. Unter anderem baut diese Implenia Division seit 2020 den Neubau des Kantonsspitals Aarau, den Forschungs- und Entwicklungs-Campus Empa/Eawag, den EUREF Campus in Düsseldorf und verschiedene Data Center.
Weiterhin bündelt Implenia hier ihre Kompetenzen in der integrierten Immobilienprojektentwicklung. Ergänzend entwickelt der Geschäftsbereich ein eigenes Immobilienportfolio, bietet Immobilienprodukte und Investitionsvehikel an. Hierzu wurden 2020 etliche Projekte aus dem Entwicklungsportfolio als Spin-off in die Ina Invest ausgelagert, um fertig entwickelte Immobilien am Mietmarkt dauerhaft zu verwerten und somit die Wertschöpfungskette zu verlängern. Dieses Tochterunternehmen ist seit Juni 2020 an der Schweizer Börse kotiert.
Das Immobiliengeschäft der Implenia AG begrenzt sich auf die Schweiz und Deutschland. In Arealentwicklungen wie der Lokstadt in Winterthur oder dem Green Village in Genf werden Gebäude für private und öffentliche Nutzungen errichtet.
Das Geschäft in Österreich wurde mit Anfang September 2021 an die Zech Bau verkauft.
Zu diesem Geschäftsbereich gehören die Unternehmen Implenia Holzbau und Implenia Fassadentechnik GmbH.

### Civil Engineering
Die Division Civil Engineering umfasst das Flächengeschäft bzw. den Ingenieurtiefbau, den Spezialtiefbau sowie den Tunnelbau in der Schweiz, Deutschland, Frankreich, Schweden, Norwegen, Österreich und Italien. Implenia ist das einzige Unternehmen in Europa, das an allen vier Alpentransversalen beteiligt ist, die gegenwärtig errichtet werden (der Gotthard-Strassentunnel, der Brennerbasistunnel, der Mont-Cenis-Basistunnel zwischen Lyon und Turin sowie der zu einem gemeinsamen Projekt zählenden Tunnel am Semmering und an der Koralm in Österreich). In Norwegen setzt Implenia die längste Eisenbahnbrücke, die doppelspurige Tangenvika-Eisenbahnbrücke, um und gewann 2019 mit der Arbeitsgemeinschaft Avenir zwei Lose für das Projekt Grand Paris Express, das größte Infrastrukturprojekt Europas, bei dem Implenia die neuen Metro-Tunnel bauen soll.
In diesem Bereich ist die Implenia-Tochtergesellschaft BBV Systems GmbH tätig.

### Service Solutions
In der Division Service Solutions fasst Implenia seine Nischenangebote für die Baubranche unter einer gemeinsamen Leitung zusammen. Dazu zählen z. B. der Holzbau und die Fassadentechnik. Seit 2021 ist Implenia beispielsweise als Generalunternehmer am „Projekt Pi“, einem 80 Meter hohen Holzhaus in Zug, beteiligt. Das Tragwerk des Hauses wird von WaltGalmarini geplant wissenschaftlich begleitet von Andrea Frangi, Professor für Holzbau am Institut für Baustatik und Konstruktion des ETH Zürich. Das Projekt soll 2024 fertiggestellt werden. Ebenfalls setzt Implenia den Bau des Holzhauses „Hochhaus Rocket“ der Firma Ina Invest in Winterthur um. Das Haus soll 100 Meter hoch mit 32 Stockwerken werden und 255 Wohnungen haben. Im Jahr 2026 soll es fertiggestellt und bezugsbereit sein.
Namentlich bilden die Building Construction Logistics GmbH, Planovita sowie Encira die Einheiten der Division. Mit dem Immobilien-Dienstleister Wincasa ist Implenia auch in der Bewirtschaftung von Liegenschaften in der Schweiz tätig.

## Projekte (Auswahl)
- Gotthard-Basistunnel, Los 360 Tunnel Sedrun, Eisenbahntunnel mit zwei Einspurröhren (CH)[7]
- Gotthard-Straßentunnel, Hauptlos Nord, zweite Röhre (CH)[7][34]
- Semmering-Basistunnel, Lose 1.1 und 2.1 Tunnelabschnitte Gloggnitz und Fröschnitzgraben (AT)[7]
- Brennerbasistunnel[7]
- Pumpspeicherkraftwerk Nant de Drance, Finhaut (CH)[35][36]
- Schorenstadt, Siedlung nach 2000-Watt-Gesellschaft, Basel (CH)[37]
- Pont de la Poya, Bau einer Brücke, Freiburg (CH)[38]
- Mont-Cenis-Basistunnel zwischen Lyon (F) und Turin (I)[39][7]
- Grand Paris Express, Los T2C der Linie 15 Süd (F)[29]
- Lokstadt, Zürcherstrasse in Winterthur, Wohnanlagen und Freizeitgebäude[25]
- Green Village in Genf, Wohn- und Verwaltungsgebäude[26]
- Euref, Innovationscampus für das Europäische Energieforum in Düsseldorf[21]
- Forschungsgebäude für das Departement Biomedizin der Universität Basel[22]
- Kantonsspital Aarau[20]
- A7 Tunnel Altona, Hamburg[40]
- Marienplatz in Darmstadt[41]
- Boknafjord Tunnel in Norwegen[42]

## Auszeichnungen (Auswahl)
- 2012: Real Estate Award in der Kategorie „Projektentwicklung“ für die Wohnsiedlung „Schorenstadt“[37]
- 2013: Bronze-Auszeichnung beim Econ Award sowie Auszeichnung mit dem Special-Preis für den besten Geschäftsbericht[43]
- 2014: „Tunnelling Contractor of the Year“ für Pumpspeicherkraftwerk Nant de Drance, das von der International Tunnelling & Underground Space Association (ITA-AITES) zum „Major Project of the Year“ auserkoren wurde[44]
- 2019: „Preis für die Entwicklung eines Schweizer Unternehmens in Frankreich“ der Industrie- und Handelskammer Frankreich-Schweiz (CCIFS)[45]
- 2021: Auszeichnung „Höchste Reputation“ bei Deutschlandtest[46]
- 2022: 2. Platz beim Deutschen Baupreis[47][48]
- 2022: Auszeichnung bei „Deutschlands Digitale Vorreiter“ in der Kategorie „Technologiereputation“ vom F.A.Z.-Institut[49]
- 2022: Auszeichnung „Digital Champion“ bei Deutschlandtest[50]
- 2022: Auszeichnung „Innovativste Unternehmen“ bei Deutschlandtest[51]
- 2024: Auszeichnung „BIM Champions 2024“ bei buildingSMART[52]

## Kontroversen
Wegen Baumängeln an dem von Implenia errichteten Letzigrund-Stadion in Zürich, das das Unternehmen unter großem Zeitdruck für die Fußball-Europameisterschaft 2008 noch fertigstellte, wurden zehn Jahre andauernde Gerichtsverfahren gegen das Unternehmen geführt. Ausgangspunkt hierfür waren Risse und mangelhafte Schweissnähte an den Stahlträgern, was Implenia als „Panikmache“ bestritt. Die Stadt Zürich befürchtete allerdings eine Gefahr für die Zuschauer durch das Dach und sicherte das Dach auf eigene Kosten mit zusätzlichen Stützen auf den Tribünen ab. Die Verfahren konnten 2021 mit einem gerichtlichen Vergleich beigelegt werden, in dem beide Parteien sich darauf einigten, wechselseitig auf sämtliche noch offenen Forderungen zu verzichten.